# Heliogabalus pulvauratus
Heliogabalus pulvauratus is een eenoogkreeftjessoort uit de familie van de Ventriculinidae. De wetenschappelijke naam van de soort is voor het eerst geldig gepubliceerd in 1934 door Leigh-Sharpe.